# Stenobarichneumon pergracilis
Stenobarichneumon pergracilis är en stekelart som beskrevs av Heinrich 1961. Stenobarichneumon pergracilis ingår i släktet Stenobarichneumon och familjen brokparasitsteklar. Inga underarter finns listade i Catalogue of Life.